# Khufu Peak
Khufu Peak är en bergstopp i Antarktis. Den ligger i Västantarktis. Argentina, Chile och Storbritannien gör anspråk på området. Toppen på Khufu Peak är 745 meter över havet, eller 225 meter över den omgivande terrängen. Bredden vid basen är 2,0 km.
Terrängen runt Khufu Peak är kuperad västerut, men österut är den platt. Trakten är obefolkad. Det finns inga samhällen i närheten. 